# باتزرا
باتزرا (به لاتین: Batzra) یک منطقهٔ مسکونی در قدس اشغالی است که در هوف هاشرون واقع شده‌است.